# Глизе 412
Глизе 412 (Gliese 412) — двойная звезда в созвездии Большой Медведицы. Находится на расстоянии 15,8 св. лет от Солнца.
Система состоит из двух звёзд, Глизе 412 A и Глизе 412 B. Пара имеет угловое разделение 31,4", что на таком расстоянии соответствует 152 а.е. Обе компоненты являются тусклыми красными карликами спектральных классов M2 и M6.
Расстояние между звёздами оценивается в 190 а.е. Масса Глизе 412 A составляет около 48 % массы Солнца, масса Глизе 412 B — 10 % массы Солнца. Компонента A имеет прогнозируемую скорость вращения на экваторе 3 км / с; Скорость вращения компоненты B 7,7 ± 1,7 км / с.
Компонента A наблюдалась для изучения колебаний радиальной скорости (RV), вызванных планетами подобными Юпитеру на короткой орбите. Наблюдения не показали значительных колебаний (RV), которые могут быть связаны с планетой. Поиск планетной системы с использованием инфракрасной интерферометрии с получением инфракрасного спектра также не смог обнаружить планету, на расстояниях от 1 до 10 а.е.
Вторая звезда является вспыхивающей звездой, которая называется WX Большой Медведицы. Относится к типу UV Кита — переменная звезда, яркость которой может увеличиваться. Эта звезда наблюдалась голландским астрономом Адрианом ван Мааненном ещё в 1939 году.
Компонента B (WX Большой Медведицы) была идентифицирована в качестве источника рентгеновского излучения, в то время как никакого значительного рентгеновского излучения от компоненты A не было обнаружено. Группе исследователей из Испании и Армении во главе с Вахтангом Тамазяном удалось зафиксировать, как Глизе 412 B увеличила свою светимость в 15 раз за 160 секунд, при этом температура её поверхности выросла с 2800 до 18000 К. В рентгеновском диапазоне система изучалась германской космической обсерваторией ROSAT.